# 屯原
座標: 北緯24度02分22秒 東経121度12分55秒 / 北緯24.039419度 東経121.215375度
屯原（tún	yuán、トンパラ）は台湾の南投県仁愛郷精英村の地名。古くはセデック族タオツア群（道澤群・Towda群）の部落トンパラ社（屯巴拉社・Tnpara社）が存在し、日本統治時代はトンパラ（屯巴拉、Tnpara）と呼ばれた。

## 地誌
屯原は海抜2000メートルの高所に位置し、省道台14線の終点である。かつては吊橋が二つあったが、山崩れにより流出してしまった。
集落内を日本統治時代に整備された能高越嶺古道が走る。この古道は霧社を起点に春陽や廬山を経て屯原に至り、さらに能高山峠を越え、中央山脈を横断し木瓜渓を下ることで花蓮の吉安まで到達する道である。
霧社から屯原まではこの古道沿いに省道（台14線）が整備され、屯原以東も同様に省道として整備される予定だったが、2009年の公告によって計画は中止となり、屯原が台14線の終点となった。
なお屯原以東は能高越嶺古道跡が登山道と整備されており、屯原に登山口（能高越嶺古道西段登山口）が存在する。

## 歴史
1906年に台湾総督の佐久間左馬太が展開した理蕃事業の一環として、1914年に太魯閣討伐戦が実施された。日本に敵対的なタロコ族を東西から挟撃するための道路が整備された。これらの道路のうちひとつが、その後も整備され、1917年に能高越道路（現在の能高越嶺古道）となった。1918年に全線が開通した後、沿線には駐在所が設立され、屯巴拉駐在所もこの時に設置された。
1930年10月27日，モーナ・ルダオ率いる霧社群の部落11社が反乱を起こし、能高越道路沿い各所に建つ駐在所を攻め落とした。屯巴拉の駐在所も28日8時ごろに襲撃を受け焼失している。その後、モーナ・ルダオらは霧社公学校に突入し「霧社事件」を引き起こした。
11月11日、日本軍に協力していたタオツア群トンパラ社の頭目タイモ・ワリス(鐵木·瓦力斯・Taimu Walis）が反乱部族との戦いの中で戦死する。これは後年、第二霧社事件が発生する遠因のひとつとなった。
12月にモーナ・ルダオらが自殺し、日本軍による鎮圧は終了した。
その後、台湾総督府は能高越道路沿線に駐在所を再び建て直し、屯巴拉駐在所も元の位置に建て直された。
屯原駐在所の跡地は能高越嶺古道登山口の下方に位置し、土台が残っている。跡地周辺はススキ野原となっている。
2012年6月11日大雨により土石流が発生、作業所で3人が生き埋めとなり2人が死亡、1人が負傷した。